# Пятница, 13-е — Часть 7: Новая кровь
«Пятница, 13-е — Часть 7: Новая кровь» (англ. Friday, the 13th. Part VII: The New Blood) — американский слэшер 1988 года, седьмой из франшизы о Джейсоне Вурхизе.
На самых ранних этапах именно этот фильм задумывался, как первый кроссовер, где Джейсон Вурхиз встречается с Фредди Крюгером, но «Paramount Pictures» не смогла договориться с «New Line Cinema».

## Сюжет
Прошло несколько месяцев после событий предыдущего фильма. Семилетняя Тина Шепард слышит, как её отец-алкоголик бьёт её мать. Эмоциональная травма открывает в Тине способности к телекинезу, что приводит к смерти её отца в Хрустальном Озере.
Прошло 10 лет. Тина находится на лечении у доктора Круза, который изучает её способности. Тем временем в соседний дом на празднование дня рождения Майкла приезжают несколько подростков: Мэдди, Робин, Эдди, Мелисса, Дэвид, Рассел, Сандра, Бэн, Кейт и двоюродный брат Майкла Ник. Нику нравится Тина, между ними возникает привязанность.
Во время одного из занятий с доктором Тина отправляется вместе с ним на место смерти своего отца. Там у неё возникает всплеск эмоций и она, с помощью телепатии, случайно освобождает Джейсона, — о котором уже давно забыли, — находящегося на дне озера. Первыми умирают Майкл, Джейн и двое туристов — Дэн и Джуди. Тине приходит видение, в котором она видит смерть Майкла, она рассказывает об этом доктору. Затем доктор находит тела Майкла и Джейн, но никому об этом не рассказывает. Однажды мать Тины находит в кабинете доктора нож, которым Джейсон убил Майкла. Она понимает, что доктор на самом деле не собирался вылечить её дочь, и обвиняет его в том, что тот намеренно доводил Тину до нервного истощения. Тина угоняет машину и пытается уехать, но во время ещё одного видения, в котором Джейсон убивает её мать, девушка попадает в аварию.
Джейсон вновь оказывается в лагере, убивает Рассела топором и топит Сандру. Мэдди находит тело Рассела, и Джейсон убивает её косой. Затем он убивает Бэна и Кейт. Зайдя в дом, Джейсон убивает Дэвида и выбрасывает из окна Робин. Гуляющие по лесу Тина и Ник натыкаются на тело Майкла. Ник покидает Тину и бежит в дом с целью предупредить остальных, там он находит тело Эдди, который так же стал жертвой маньяка. Парень отправляется на поиски Тины. В это время доктор Круз и мать Тины Аманда находят её машину в лесу и подвергаются атаке Джейсона. Доктор подставляет женщину под удар маньяка, но и сам вскоре погибает. Тина находит тело своей матери и отправляется по следу Джейсона. Следующей жертвой маньяка становится Мелисса, которая находилась в доме и всё ещё не верила в то, что происходит. Затем Джейсон нападает на Тину, но она с помощью своих способностей успешно защищается от него и спасает Ника. С помощью телекинеза Тина обливает бензином и поджигает Джейсона, что вызывает большой взрыв. Но даже это не останавливает маньяка. Тина и Ник отступают к пристани озера. Там их настегает Джейсон, который оглушает Ника. Тогда Тина использует все свои силы, чтобы воскресить своего отца, который выскакивает из озера и затаскивает с собой Джейсона.
На следующее утро Тина и Ник оказываются в больнице, и Тина говорит Нику, что она позаботилась о Джейсоне. В следующем кадре кто-то находит разорванную на две части маску Джейсона.

## Актёры и роли
- Лар Парк-Линкольн — Тина Шепард (Tina Shepard)
- Кевин Спиртас — Ник Роджерс (Nick Rogers)
- Кейн Ходдер — Джейсон Вурхиз (Jason Voorhees)
- Сьюзан Блу — Аманда Шепард (Mrs. Amanda Shepard)
- Терри Кайзэр — Доктор Крюз (Doctor Crews)
- Сьюзан Дженнфиер Салливан — Мелисса Эшли (Melissa Ashley)
- Джефф Беннетт — Эдди МакКарло (Eddie McCarlo)
- Элизабэт Кэйтин — Робин Питерсон (Robin Peterson)
- Диана Бэрроуз — Мэдди Полсон (Maddy Paulson)
- Джон Рэнфилд — Дэвид Пибоди (David Peabody)
- Диана Алмэйда — Кейт Патаки (Kate Pataki)
- Крэйг Томас — Бен МакНил (Ben MacNeal)
- Хайди Козак — Сандра Кейси (Sandra Casey)
- Ларри Кокс — Рассел Боуэн (Russell Bowen)
- Уилльям Батлер — Майкл Роджерс (Michael Rogers)
- Стэйси Грисон — Джейн МакДауэлл (Jane McDowell)
- Майкл Шрёдэр — Дэн Картер (Dan Carter)
- Дэбора Кэсслер — Джуди Уильямс (Judy Williams)

## Удалённые сцены/Смягчение рейтинга
Чтобы избежать рейтинга «Лицам до 17 лет просмотр запрещён (рейтинг X)», создатели перемонтировали некоторые сцены:
- Мэдди умирала от того, что Джейсон проткнул косой её шею.
- Джейсон превращает лицо Бена в месиво, сдавив его голову.
- Мы видим, как голова Эдди падает на пол.
- Джейсон разрезает лицо Рассела надвое.
- Джейсон вырывает кишечник Дэна.
- Джейсон зарезал Аманду Шепард, находясь сзади неё — таким образом кровь появляется спереди жертвы и брызгает на доктора Круза.
- Джейсон трижды врезается пилой в желудок доктора Круза, пуская фонтан крови и выпуская его кишечник наружу.
- Джейсон разносит топором голову Мелиссы надвое, а её глаза дрожат в глазницах.
- Перед тем, как выбросить Робин из окна, Джейсон ударил её мачете по спине.

В итоговый вариант фильма не вошла сцена, в которой Джейсон в финале утаскивает под воду случайного рыбака. Этот момент забраковали за схожесть с аналогичной сценой в финале первой и третьей частей «Пятницы».

## Производство

### Сценарий
Сценариста Дэвида Хэни, работавшего над фильмом, уволили после того, как его агент потребовал более высокий гонорар без ведома своего клиента. Сценарий Хэни закончил неизвестный автор, который в титрах получил имя Мануэль Фидэлло.
Первоначально у фильма была другая концовка — мужчина рыбачит на лодке, а затем слышит какие-то звуки под водой. На поверхности появляется Джейсон и утаскивает за собой мужчину под воду.
Также согласно сценарию именно этой серии, на экране должны были столкнуться Джейсон Вурхис и Фредди Крюгер, однако компании-правообладатели не смогли договориться, и сценарий был переписан, чтобы маньяку противостояла девушка Тина, обладающая даром телекинеза.

### Кастинг
Это первый фильм, в котором в главной роли появился актёр и каскадёр Кэйн Ходдер, впоследствии сыгравший Джейсона ещё в трёх сериях. Он сам выполнил все свои трюки.
Кэрри Нунан, исполнившая роль Полы в предыдущей части, пробовалась на роль Тины, однако, когда режиссёр узнал, что она уже снималась в сериале, он отказал актрисе в роли. Актёр Уолт Горни, исполнивший роль Психа Ральфа в первых двух сериях, читает текст за кадром в начальных титрах этой части. В образе пожарного, который в конце фильма поднимает с земли обломки маски Джейсона, засветился сам режиссёр Джон Карл Бюхлер. Йен Патэрсон сыграл труп Раса, лежащий на берегу. Марте Кобэр была предложена роль в новом фильме, однако продюсеры отказали актрисе, когда узнали, что она уже снималась во второй части сериала.

### Съёмки
Общий период производства картины — 6 месяцев. Съёмки же проходили в октябре-ноябре 1987 года на юге Алабамы недалеко от Bay Minette. В съёмках использована такая же маска, как и в третьей части, правда её немного повредили в соответствии с сюжетом, оставив следы от пропеллера и топора, а также слегка повреждена по краям, из-за чего меньшая часть лица Джейсона скрыта за маской.
В сцене, в которой тонула Сандра, снималось несколько женщин-каскадёров — две для съёмок под водой и одна для эпизода, когда Джейсон вытаскивает её труп на берег. Сьюзан Блю болела сильной простудой, когда снималась в сцене смерти своей героини. Кейн Ходдер признался, что сцена с падением сквозь лестницу могла стоить ему жизни, когда трюк пошёл не так, как было запланировано, однако всё обошлось.
Кейн Ходдер также признался, что у него были проблемы со сценой, в которой Джейсон убивает жертву в спальном мешке. Чучело было тяжелее, чем предполагал актёр. Каждый раз, когда он поднимал мешок и бил им об дерево, сцена не выглядела натуралистично. В конце концов, актёр так разозлился, что бросил мешок на землю, а затем начал пинать его. Эта сцена появилась в фильме. Актёр признался, что это была его самая любимая сцена смерти.

### Музыка
В фильме звучали песни:
- «I’m Not Mad (Ready For The World)» в исполнении FM.
- «Take The Time To Dream» в исполнении FM.
- «Dream Girl» в исполнении FM.
- «The Real Thing» в исполнении FM.
- «Magic (In Your Eyes)» в исполнении FM.
- «Essence of You» в исполнении Eye Eye.
- «Heart of Ice» в исполнении Stan Meissner.
- «Coming Out of Nowhere» в исполнении Stan Meissner.
- «Can’t Look Back» в исполнении Stan Meissner.

Большая часть инструментальной музыки, написанной Гарри Манфрэдини и Фредом Моллином — это музыка Манфрэдини из предыдущих частей сериала. Остальную музыку дописал Фред Моллин.

### Слоганы фильма
- «On Friday the 13th, Jason will meet his match.» («В пятницу 13-го Джейсон встретит свою ровню»).
- «Jason is back, but this time someone’s waiting!» («Джейсон вернулся, но на этот раз его ждали!»).
- «On Friday the 13th, Jason is back. But this time, someone’s waiting…» («В пятницу 13-го Джейсон вернулся. Но в этот раз его ожидали…»).

### Кассовые сборы
Фильм собрал всего $19,1 миллиона, став вторым фильмом из серии, не добравшимся до отметки в $20 миллионов.